# Alpheus Hyatt

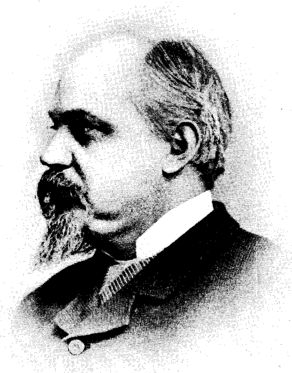
Alpheus Hyatt

Alpheus Hyatt (* 5. April 1838 in Washington, D.C.; † 15. Januar 1902 in Cambridge, Massachusetts) war ein US-amerikanischer Zoologe, Entomologe und Paläontologe. Er war neben Edward Drinker Cope einer der bekanntesten amerikanischen Vertreter des Neo-Lamarckismus.
Hyatt war der Sohn eines der führenden Kaufleute von Baltimore. Er studierte ab 1856 an der Yale University, wurde aber von seiner Mutter 1857 nach Rom geschickt, um sich auf eine Laufbahn als Priester vorzubereiten. Hyatt opponierte dagegen und studierte von 1858 bis 1862 unter Louis Agassiz an der Harvard University Zoologie und Paläontologie. Zusammen mit Addison Emery Verrill und Nathaniel Southgate Shaler untersuchte er 1860 während der Studienzeit die wirbellose Fauna der Atlantikküste (1860 Mount Desert Island, Maine, und 1861 unter Jules Marcou auf Anticosti Island im Golf des Sankt-Lorenz-Stroms). In Harvard war er vor allem Schüler des Botanikers (und Darwin-Anhängers) Asa Gray und von Jeffries Wyman und erhielt seinen Bachelor-Abschluss für 1862 mit Bestnoten (verliehen 1864). Hyatt gehörte er mit anderen Studenten zu denjenigen, die Agassiz’ Ablehnung von Darwins Ideen (1860 öffentlich gemacht) nicht folgten. Nach seinem Studium diente er ab 1863 als Freiwilliger (Massachusetts Volunteers) im Sezessionskrieg (Amerikanischer Bürgerkrieg), zunächst als Gefreiter und am Ende des Bürgerkriegs als Hauptmann.
1867 ging er (seinem Harvard-Kommilitonen Frederic Ward Putnam folgend) nach Salem, Massachusetts und arbeitete als Kurator am Peabody Essex Museum (damals Essex Institute). Im selben Jahr war er mit Frederic Ward Putnam, Edward Sylvester Morse, Alpheus Spring Packard Gründer der Zeitschrift American Naturalist. Ab 1870 bis 1888 war er Professor für Zoologie und Paläontologie am Massachusetts Institute of Technology und von 1877 bis zu seinem Tod 1902 Professor für Biologie und Zoologie am College of Arts and Sciences (früher College of Liberal Arts) der Boston University. Außerdem war er Kurator der Boston Society of Natural History und gründete ein Labor für Meeresbiologie in Annisquam in Massachusetts an einem Gezeitenstrom, dem Annisquam River. Später siedelte das Labor über nach Woods Hole und daraus entstand 1888 das berühmte Woods Hole Marine Biological Laboratory.
Zusammen mit seiner Mitarbeiterin Jennie Maria Arms Sheldon war er unter anderem Erstbeschreiber der Schnabelfliegen (Mecoptera) und der Eintagsfliegen (Ephemeroptera).
Er war Mitglied bei der American Academy of Arts and Sciences (1869), der National Academy of Sciences (1875) und der American Philosophical Society (1895). 1898 wurde er Ehrendoktor der Brown University.
1867 heiratete er Audella Beebe, ihre Tochter war die US-amerikanische Bildhauerin Anna Hyatt Huntington und auch die Tochter Harriett Randolph Hyatt Mayor war Bildhauerin. Außerdem hatten sie einen Sohn Alpheus Hyatt III.

## Publikationen
Einige seiner wichtigsten Werke:
- Observations on Polyzoa (1866–68)
- On the Parallelism between the Different Stages of the Life of the Individual and those of the Entire Group of the Molluscous Order Tetribranehiata (1867)
- Fossil Cephalopods of the Museum of Comparative Zoology; Embryology (1867)
- The Genesis of the Tertiary Species of Planorbis at Steinheim (1880)
- Genera of Fossil Cephalopods (1883–84)
- Evolution of the Cephalopoda (1884)
- mit Jennie Maria Arms (Sheldon): Insecta, Boston: Heath 1890
- Bioplastology and the Belated Branches of Biological Research (1893)
- Common Hydroids, corals, and echinoderms, Boston: Heath 1897
- mit James Perrin Smith:  Triassic Cephalopod Genera of America, US Geological Survey Papers, 40, 1905, S. 1–394
- Pseudoceratites of The Cretaceous, Monographs of the United States Geological Survey, 44, 1903 (Herausgeber T. W. Stanton)